# شغل عالي (مسلسل)
قالب:نقل يجب أن يستعمل في صفحة نقاش, مثلا نقاش:شغل عالي (مسلسل)

شغل عالي هو مسلسل تلفزيوني مصري عُرض في شهر رمضان عام 1443 هـ (2 أبريل 2022)، من بطولة فيفي عبده وشيرين رضا، من تأليف حسين مصطفى محرم ومن إخراج مرقس عادل.

## قصة المسلسل
تدور الأحداث في إطار كوميدي، حيث تتحد كل من جليلة (فيفي عبده) السيدة الشعبية القوية، وشيرويت (شيرين رضا) السيدة الراقية الذكية، اللتان تكبدتا الكثير من المعاناة بسبب أزواجهما، لتشكيل عصابة نصب محترفة للانتقام من الرجال، وتحقق خطتهما الكثير من النجاحات حتى تقعان في غرام أحد الضحايا، الأمر الذي يهدد نجاح مخططاتهما.

## طاقم التمثيل
- فيفي عبده: (جليلة)
- شيرين رضا: (شيرويت)
- محمد رضوان: (الدكتور سفيان)
- فريد النقراشي: (فتيحة)
- ساندي مراد
- محمد مرزبان
- توني ماهر: (مرجان)
- بسمة داود
- كريم سرور
- رشا بن معاوية
- مروان يونس
- هيثم سعيد
- أمينة مغربي
- مارتينا عادل
- إنجي كيوان
- بسنت النبراوي
- ساندرا حسنين
- بوسي سمير
- علي الشامل
- حسن عتمان
- عزمي داود
- أحمد بسيم
- سمير حكيم
- أوديت صفوت
- ميرال شفيق
- عزة مجاهد
- أحمد عبد الله محمود
- أحمد جمال سعيد
- صبري عبد المنعم: (ضيف شرف)
- بيومي فؤاد: (سلامة - ضيف شرف)
- نضال الشافعي: (ياسر - ضيف شرف)
- فراس سعيد: (ضيف شرف)
- أحمد حسام ميدو: (ضيف شرف)
- سليمان عيد: (ضيف شرف)

## فريق العمل
- إخراج: مرقس عادل
- تأليف: حسين مصطفى محرم
- إنتاج: إم بي أيه للإنتاج، كيان للإنتاج الفني، فيو
- مدير التصوير: كيرلس طلعت
- مونتاج: محمود سمير
- موسيقى تصويرية: خالد نبيل

## أغنية المقدمة والنهاية

### أغنية المقدمة
- غناء: لؤي
- كلمات: حسين محرم
- ألحان: محمد يحيى

### أغنية النهاية
- غناء: هيثم سعيد
- كلمات: محمد الجزار
- ألحان: جوليو